# Ernst Hesmert
Ernst Hesmert (* vor 1880; † vor 1952) war ein deutscher Maler und Illustrator der Düsseldorfer Schule.

## Leben

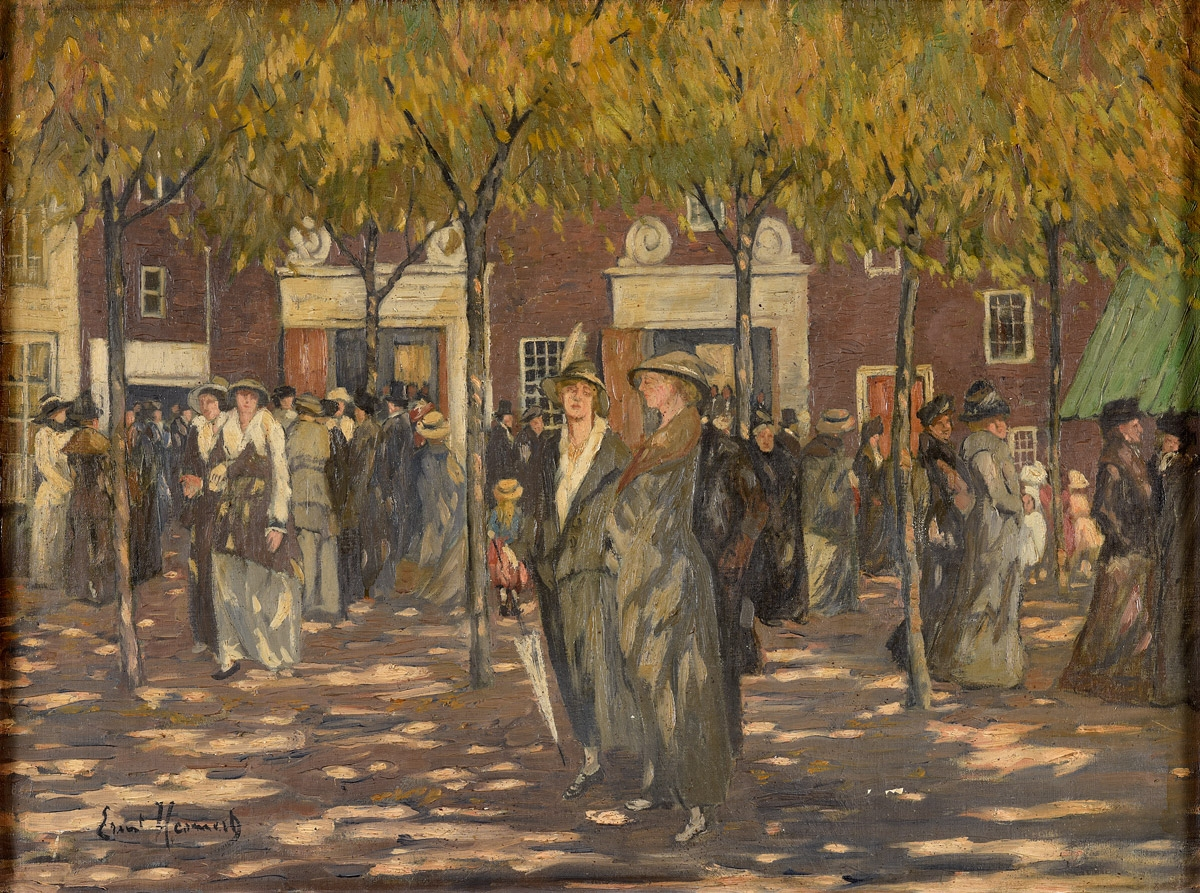
Die Ausstellungseröffnung, vor 1914

Ernst Hesmert war ein Landschaftsmaler, der ab etwa Mitte der 1890er Jahre in Düsseldorf ansässig war. Wie unter anderem ein Gemälde mit dem Titel Die Ausstellungseröffnung belegt, war er außerdem als Genremaler tätig. Bekannt wurde er aber durch Panoramen, die Hafen-, Industrie- und Hotelanlagen aus der Vogelperspektive zeigen. Er gilt als Industrie- und Auftragsmaler für Unternehmen, die sich mit diesen Ansichten zu Werbezwecken darstellen wollten. Eines seiner Bilder, das den Hamburger Hafen darstellt, wurde auch zu schulischen Zwecken eingesetzt.
Am 25. September 1896 hatte er in Düsseldorf Klara Löhnemann geheiratet. Spätestens ab 1926 war er in der Wildenbruchstraße 92 in Düsseldorf-Oberkassel ansässig; 1940 bis 1942 wohnte er noch da. 1952 war dort seine Witwe verzeichnet.
Hesmert war Mitglied der Allgemeinen Deutschen Kunstgenossenschaft. 1930 war er mit den Bildern Herbststurm und Aus Rotterdam auf der „Juryfreien Kunstausstellung“ des Vereins zur Veranstaltung von Kunstausstellungen in Düsseldorf vertreten.

## Werke (Auswahl)

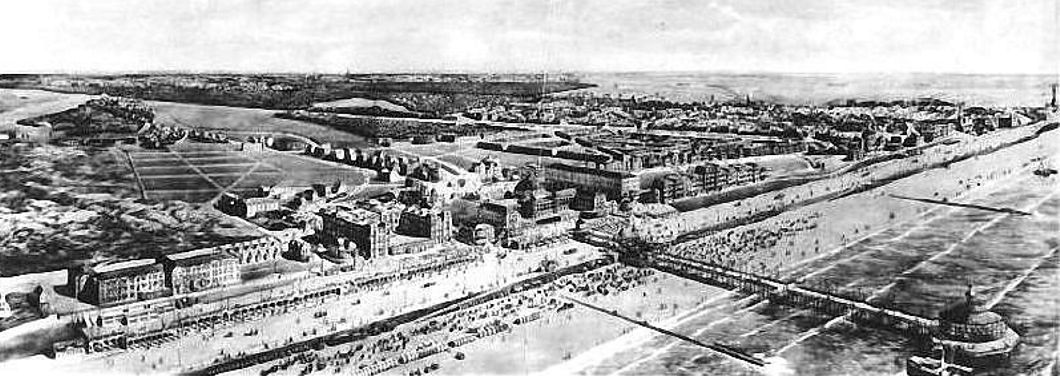
Panorama von Scheveningen, um 1902

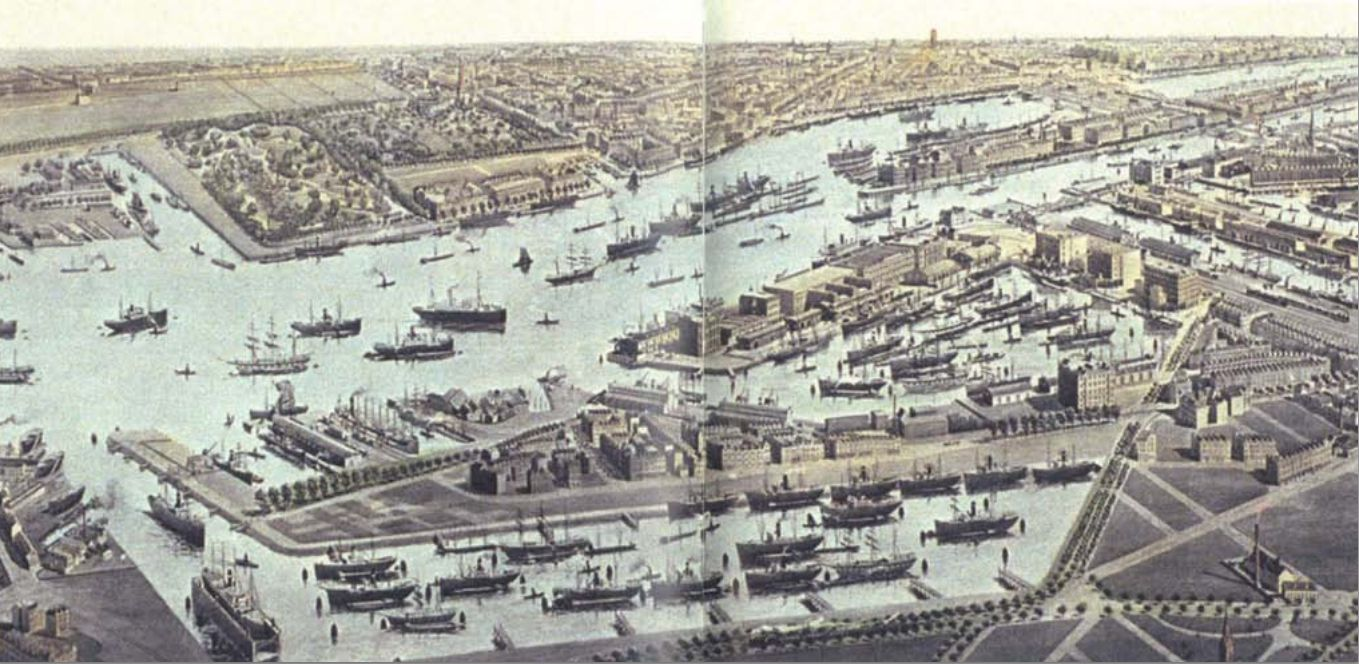
Panorama von Rotterdam, 1904

- Die Stearinkerzen-Fabrik „Apollo“ an der Voorhavenkade gegenüber der Hoofdstraat, gesehen vom Havendijk, 1899, Stedelijk Museum Schiedam[12]
- Panorama von Scheveningen, um 1902[13]
- Panorama eines Teils des Linken Maasufers mit Fijenoord, 1904
- Panorama von Rotterdam, 1904[14]
- Hamburger Hafen aus der Vogelschau, vor 1908[15][16][17]
- Kamphuys-Fabriken an der Ostseite von Zaandam, Aquarell, 1910[18]
- „Stoomoliefabriek ‚De Liefde‘“ von Jan Prins in Wormerveer, Aquarell, 1912
- Wormer Zaandammerpad, later Zaandammerstraat, Koninklijke Fabrieken Van Gelder, Koninklijke Papierfabriek „De Eendracht“, 1912[19]
- Partie in einem holländischen Hafen, Öl auf Leinwand (84 × 71 cm)[20]
- Hafenszene, Öl auf Leinwand
- Niederländische (oder niederrheinische) Flusslandschaft, Öl auf Leinwand (85 × 74 cm)[21]